# Арфт
Арфт (нем. Arft) — община в Германии, в земле Рейнланд-Пфальц. 
Входит в состав района Майен-Кобленц. Подчиняется управлению Фордерайфель.  Население составляет 270 человек (на 31 декабря 2010 года). Занимает площадь 5,83 км².